# 国際カリタス
国際カリタス（英: Caritas Internationalis）は、1897年11月9日に設立された国際NGOで、カトリック教会としての援助活動を支援する。

## 概要
本部はバチカンで、現在は165カ国・地域の組織が加盟されている。日本ではカトリック中央協議会の内部委員会であるカリタスジャパンが加盟している。